# لونا 13
لونا 13 (بالروسية: Луна-13) مهمة فضائية غير مأهولة ضمن برنامج لونا. أطلقت نحو القمر بتاريخ 21 ديسمبر 1966 وحطت بنجاح على سطح القمر يوم 28 ديسمبر من نفس السنة.